# 2023年12月棉兰老岛地震

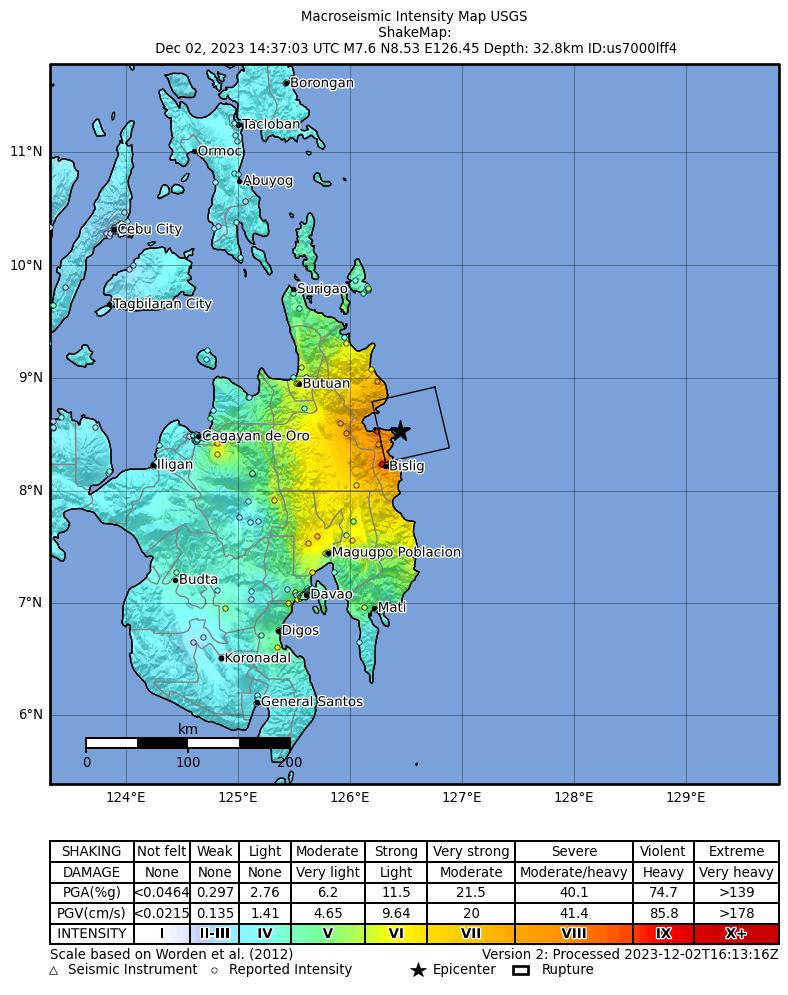
2023年12月2日菲律宾高棉棉兰老岛近海的Mw7.6级地震的MMI烈度图

2023年12月2日14时37分（UTC），菲律賓棉兰老岛近海发生地震。根据USGS测定，地震震中位于8°31′37″N 126°26′56″E / 8.527°N 126.449°E，震级为MW 7.6，震源深度约为32.8千米，最大震度为VIII度。这次地震发生在菲律宾海沟内侧以西103公里。矩张量表明，这次地震是一场倾斜逆冲地震。

## 地震基本参数
根据USGS测定，地震震中位于8°31′37″N 126°26′56″E / 8.527°N 126.449°E，发生时间在2023-12-02 14:37:08.03(UTC)，震级为MW 7.6，震源深度约为32.8千米，最大震度为VII度。菲律賓火山暨地震研究所 (PHIVOLCS) 表示，此地震震級為7.4級，並在Tandag地区测得菲律宾火山地震研究所地震烈度表VII度（毁坏） 。
不过，根据欧洲与地中海地震中心的数据，地震震中位于8°29′02″N 126°20′38″E / 8.484°N 126.344°E，发生时间在2023-12-02 14:37:08(UTC)，震级为MW 7.5，震源深度约为63千米。而根据中国地震台网的数据，此次地震8°39′N 126°27′E / 8.65°N 126.45°E发生时间在2023-12-02 14:37:06(UTC)，震级为M 7.5，震源深度约为63千米。

## 海啸
此次地震引发了中等规模的海啸，影响的国家與地區包括菲律宾、美国、台湾以及日本。
菲律宾火山暨地震研究所发布海啸预警称，此次地震将引发1米高的海浪，封闭的海湾和海峡区域海浪会更高，建议南苏里高省、东达沃省的居民尽快撤离至地势较高的地区或内陆地区,并于12月3日凌晨3时23分(UTC)解除警报。

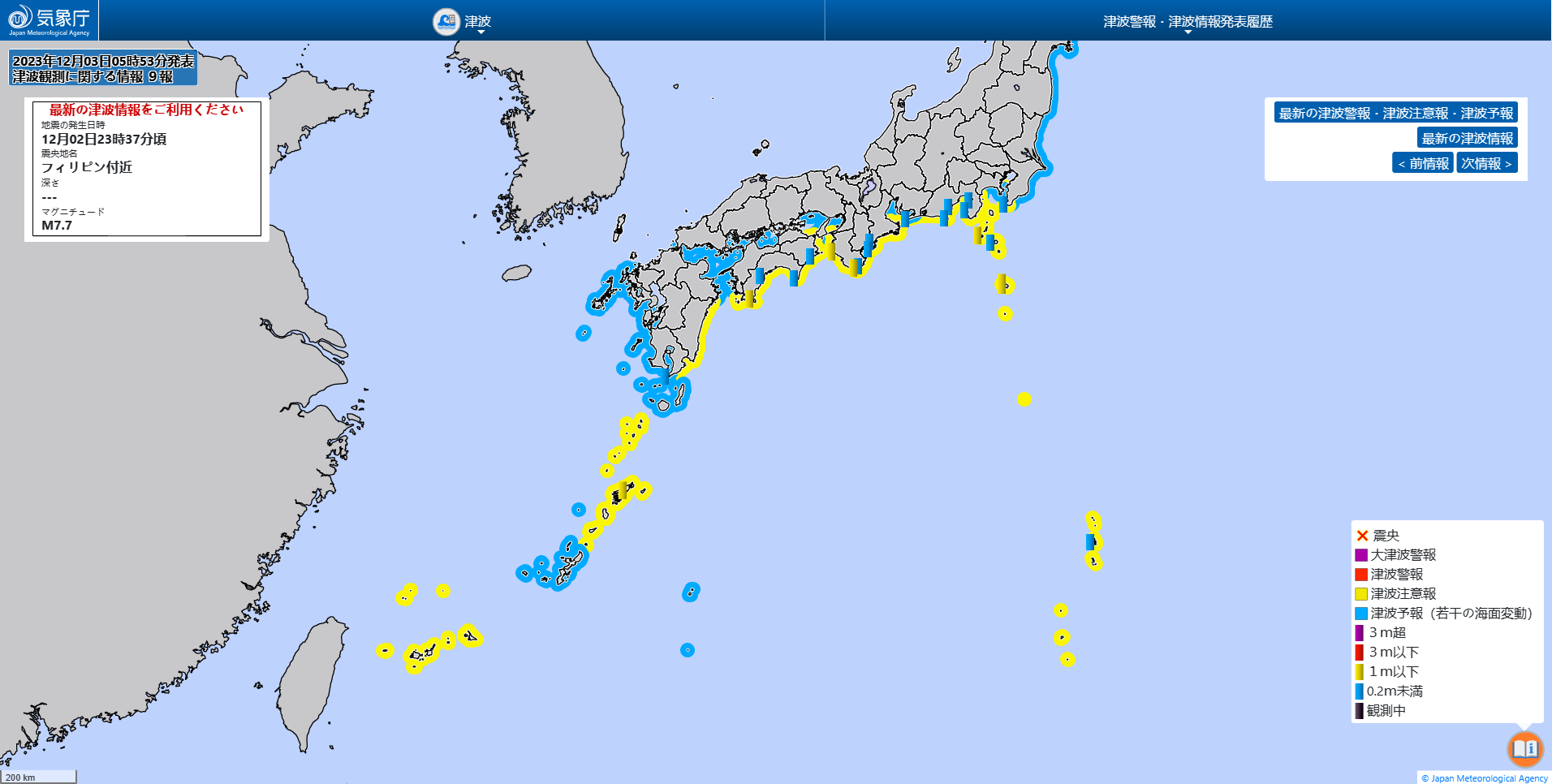
M7.7地震的日本海啸预警及观测

日本气象厅对日本的太平洋沿岸发布了海啸注意警报，认为千葉県内房、伊豆諸島、小笠原諸島、静岡県、愛知県外海、三重県南部、和歌山県、徳島県、高知県、宮崎県、鹿児島県東部、奄美群島・トカラ列島、宮古島・八重山地方将会出现最大1米的海啸，实际观测到海啸最大波为0.4m。
太平洋海啸预警中心于2023年12月2日发布非美国加拿大海啸预警第三报（Non-US/Canada Pacific Threat #3）。认为帕劳以及菲律宾地区可能出现0.3至1.2米的海啸，并在约一小时后解除。
台湾中央气象署地震测报中心于2023年12月02日16時04分(UTC)发布海啸警报第二报（海啸编号：112007），提醒沿海地区民众提高警觉严加防范，注意海浪突然涌升所造成的危害，但仍认为潮位变化小于0.3米。